# 다카세 아키라
다카세 아키라(일본어: 高瀬 証, 1988년 9월 21일 ~ )는 일본의 축구 선수이다. 포지션은 미드필더이다.

## 구단 경력
그는 J리그의 그루자 모리오카에서 활동하였다.